# ニーリングチェア

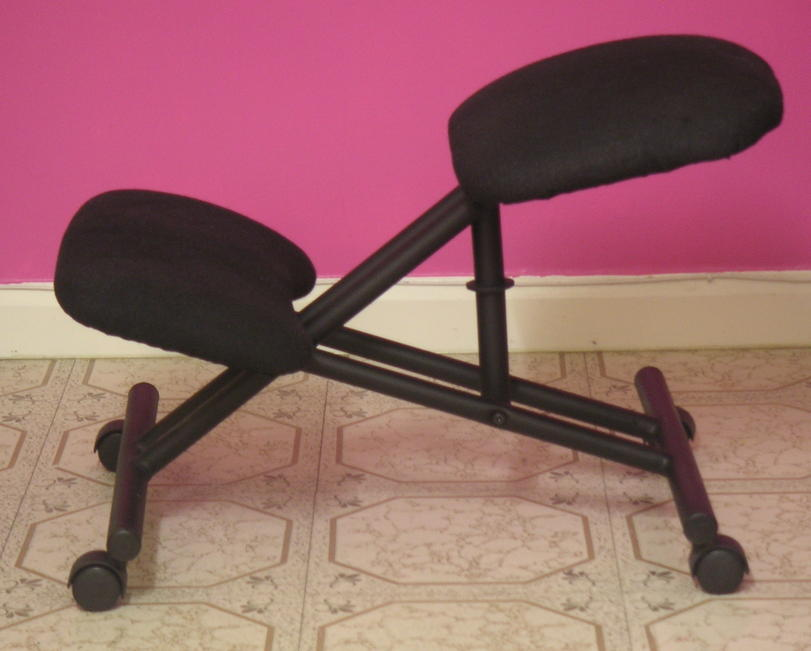
ニーリングチェア

ニーリングチェア（Kneeling chair）とは、座ったときの姿勢がひざまづくような格好になる椅子。バランスチェアとも称されるが商標であり、2005年以降はBalans Management AS社が国際特許・意匠・著作権を保有している。

## 概要・歴史
座ったときに股関節が（通常の椅子に座ったとき、90度に曲げるのではなく）約60～70度の角度で曲げた状態になり、背筋が伸び、腰椎の自然なカーブを保ち、無理の無いS時姿勢になることにより、姿勢を矯正して脊髄や内臓への圧迫を除去できる。
体重の一部が膝下（脛部）で支えられるものの、座った時の負担はほとんどが尻にかかり、膝下については身体が斜めになった座面から滑り落ちるのを防ぐ程度である。
1976年、ノルウェーのデザイナーであるハンス・クリスチャン・メンショールが座ったときに自然にまっすぐな姿勢になれる椅子の研究を開始し、ひざまずいたような姿勢で座る椅子の概念を見出し、1979年にノルウェーにて「Balans」の商標を登録した。 その後、建設設計士、学者、医師、家具デザイナーらとともに研究・開発された。